# New Juke Box Hits
New Juke Box Hits är ett musikalbum av Chuck Berry som utgavs 1961 på Chess Records. Detta album blev ingen kommersiell framgång för Berry som vid tidpunkten var mitt uppe i en rättsprocess, något som skadade hans skivförsäljning. Albumet innehåller två låtar som senare spelades in av The Rolling Stones, "I'm Talking About You" och "Don't You Lie to Me". Den först nämnda låten var också albumets enda singel, och förutom Rolling Stones spelades den även in av The Hollies på deras debutalbum, samt The Beatles som spelade den på sina konserter i Hamburg.

## Låtlista
(låtar utan angiven upphovsman skrivna av Chuck Berry)
1. "I'm Talking About You" – 1:46
2. "Diploma for Two" – 2:28
3. "Thirteen Question Method" – 2:12
4. "Away From You" – 2:38
5. "Don't You Lie to Me" (Hudson Whittaker) - 2:02
6. "The Way It Was Before" – 2:52
7. "Little Star" – 2:45
8. "Route 66" (Bobby Troup) – 2:45
9. "Sweet Sixteen" – 2:45
10. "Run Around" – 2:31
11. "Stop and Listen" – 2:26
12. "Rip It Up" (John Marascalco, Robert Blackwell) – 1:57